# Тонхэ (космодром)
Космодром Тонхэ (кор. 동해, «Восточное море», иначе — Космодром Мусуданни, ракетный испытательный полигон Квандай) — космодром в Корейской Народно-демократической Республике.
Расположен на восточном побережье Северной Кореи в уезде Хвадэ-гун провинции Хамгён-Пукто. Географические координаты полигона 40°51′20″ с. ш. 129°39′57″ в. д.. Наклонения орбит — около 86°. В англоязычных источниках широко известен как англ. Musudan-ri launching site (по названию близлежащей деревни, кор. 무수단리).
На выбор местоположения полигона повлияли такие факторы, как достаточная удалённость от демилитаризованной зоны, минимизация опасности пролёта ракет над территорией сопредельных стран, общая удалённость от крупных жилых массивов, отсутствие сильных ветров и крутых перепадов температур.

## История

### Полигон в 1982—1996 годы
Строительство ракетного полигона началось, ориентировочно, в 1982 или 1983 годах и велось военнослужащими 117-го инженерного полка Корейской Народной армии. На начальном этапе были построены командный пункт, станция наблюдения, склады, проложены соединившие позиции полигона дороги и средства связи.
Первые испытания на полигоне были проведены в апреле и сентябре 1984 года (запуски ракет «Хвасон-5»).
В период с середины 80-х годов до начала 90-х годов были построены командный пункт, ЦУП, топливохранилище, склады, испытательный стенд, модернизированы коммуникации.
В 1990 году на полигоне велась подготовка к запуску новой баллистической ракеты «Нодон», но пуск так и не был произведён.
В июне 1990 года был зафиксирован старт ракеты «Хвасон-6».
В ноябре 1990 года проводились подготовительные работы к очередному испытательному пуску, который не состоялся.
В июле 1991 года проведён пуск ракеты «Хвасон-6».
В июне 1992 года велась подготовка испытания баллистической ракеты.
29-30 мая 1993 года на полигоне был произведен пуск одной ракеты типа «Нодон» и трёх ракет «Хвасон-5/6».
В конце апреля 1994 фиксировалась подготовка к очередным испытаниям, но само испытание не состоялось (вероятно, по причине начавшихся переговоров с США по проблемам нераспространения оружия массового поражения). Подготовка к испытательным пускам фиксировалась года, но пуски также не состоялись. Не был проведён и подготовленный пуск в октябре 1996 года.

### Запуски ИСЗ
31 августа 1998 года в 12 часов 7 минут по местному времени с полигона был произведён запуск трёхступенчатой ракеты-носителя «Пэктусан-1», в ходе которого была осуществлена попытка вывода на околоземную орбиту ИСЗ «Кванмёнсон-1». Несмотря на противоречивые сообщения источников разных стран, вероятнее всего, вывод спутника на орбиту окончился неудачей.
4 июля 2006 года на космодроме был произведён испытательный запуск прототипа новой ракеты-носителя «Ынха-2» («Млечный путь-2»).
5 апреля 2009 года в 6.32 утра по московскому времени с космодрома был произведён запуск экспериментального искусственного спутника связи «Кванмёнсон-2» с помощью ракеты-носителя «Ынха-2». По данным новостных агентств США, запуск спутника «Кванмёнсон-2» окончился провалом.